# 128022 Peterantreasian
128022 Peterantreasian è un asteroide della fascia principale. Scoperto nel 2003, presenta un'orbita caratterizzata da un semiasse maggiore pari a 2,5277365 UA e da un'eccentricità di 0,2291410, inclinata di 9,99512° rispetto all'eclittica.